# چشمه سراب

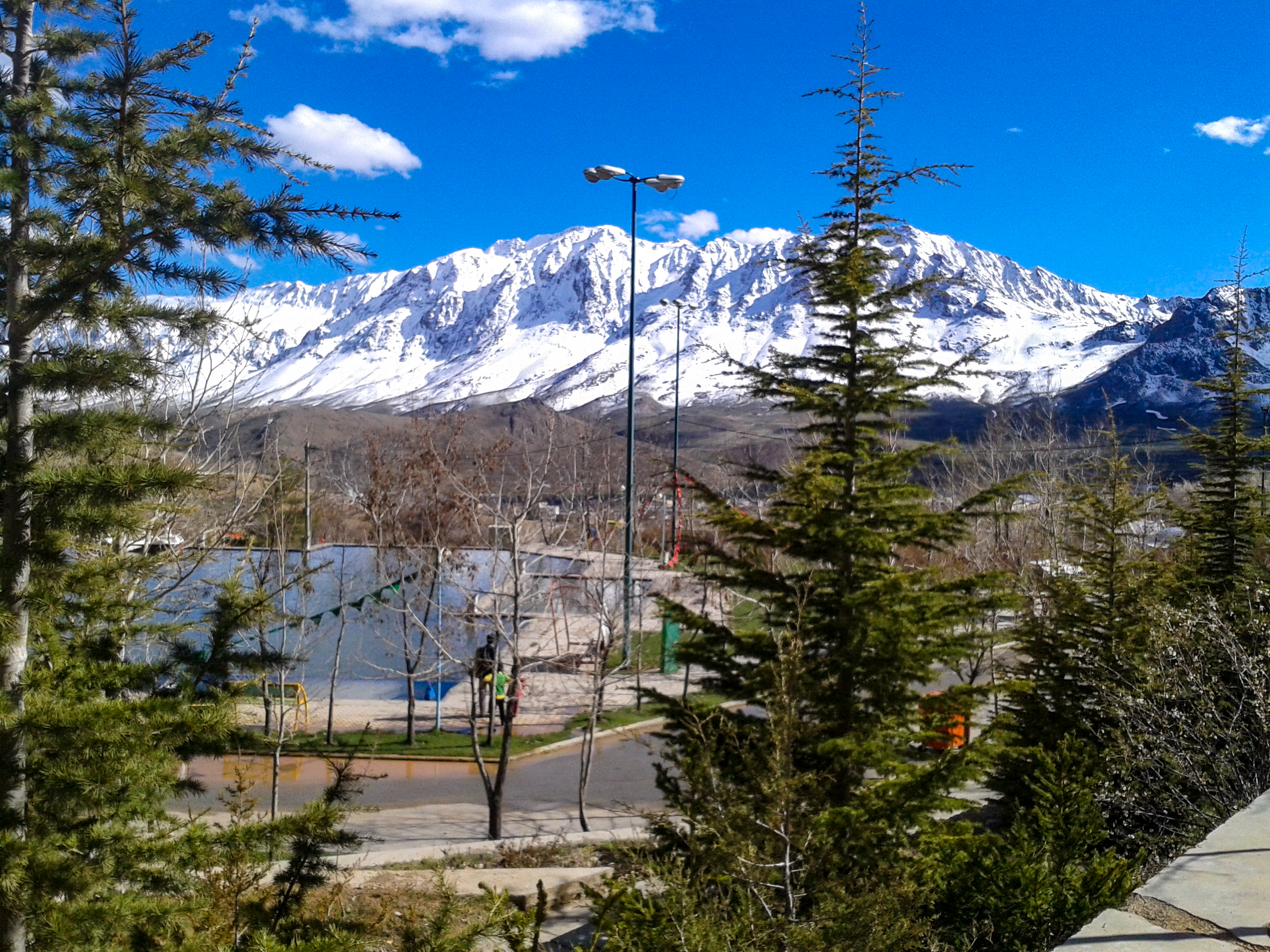

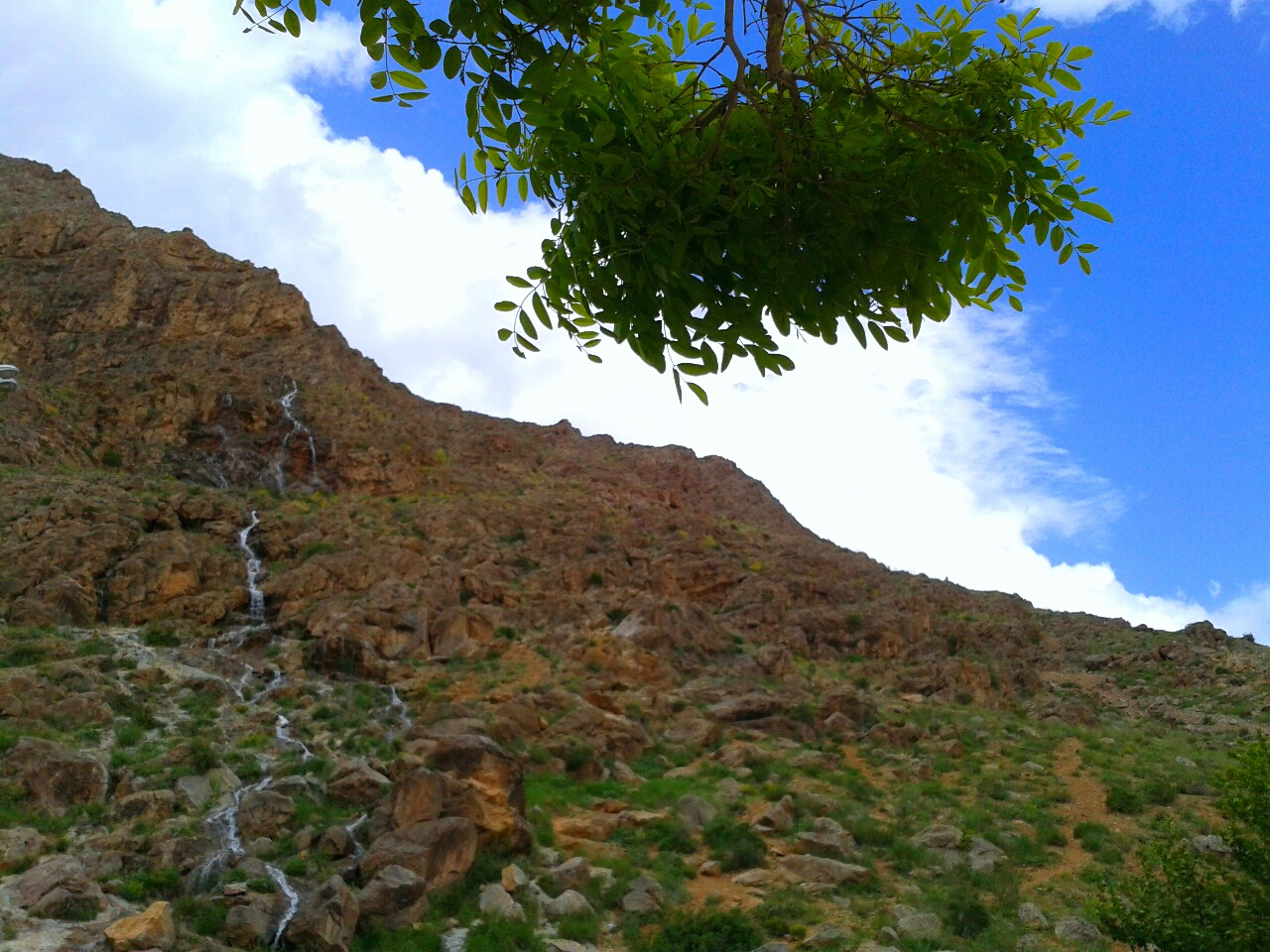

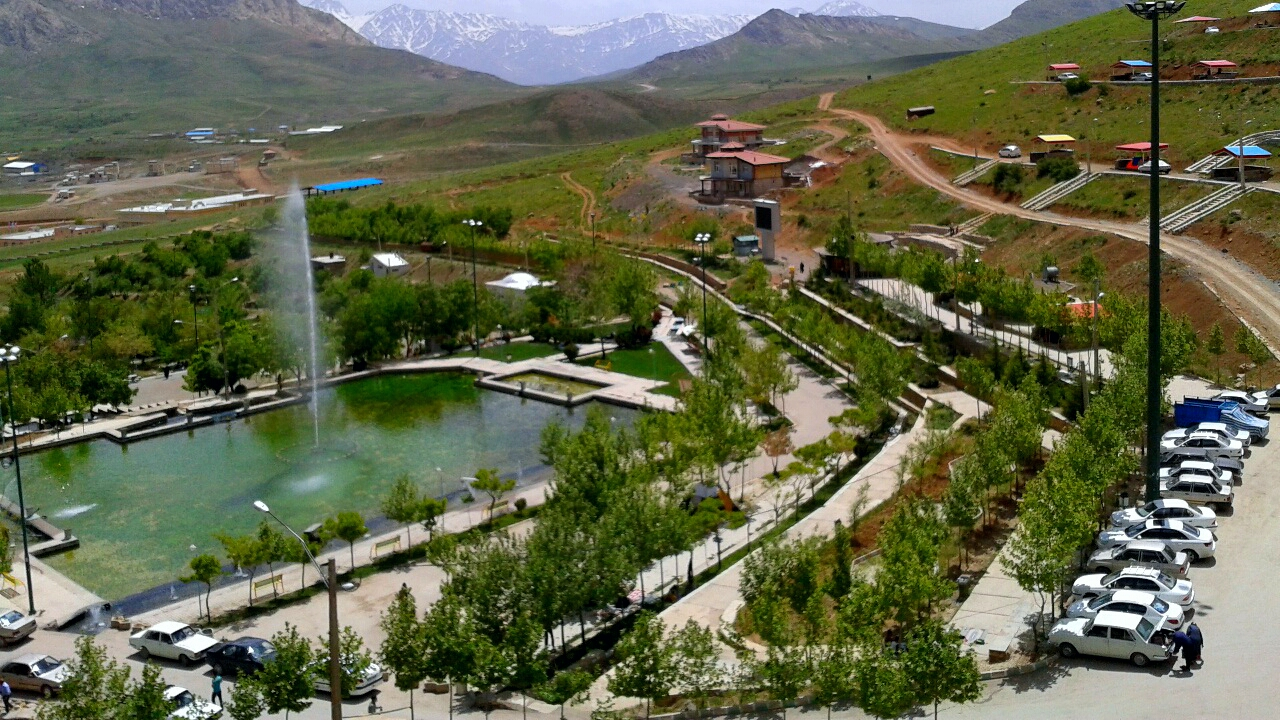

چشمهٔ سراب دو چشمهٔ فصلی در فریدون‌شهر و یکی از تفرجگاه‌های شهرستان فریدون‌شهر در استان اصفهان است.
این چشمه پارکی در اطراف این چشمه وجود دارد که پارک معلم نامیده می‌شود و از امکاناتی از قبیل نمازخانه، سوئیت، پارک بادی و وسایل بازی کودکان، زمین اسکیت سواری، پارکینگ و فروشگاه اغذیه برای تفرجگذاران دارد.

## نگارخانه

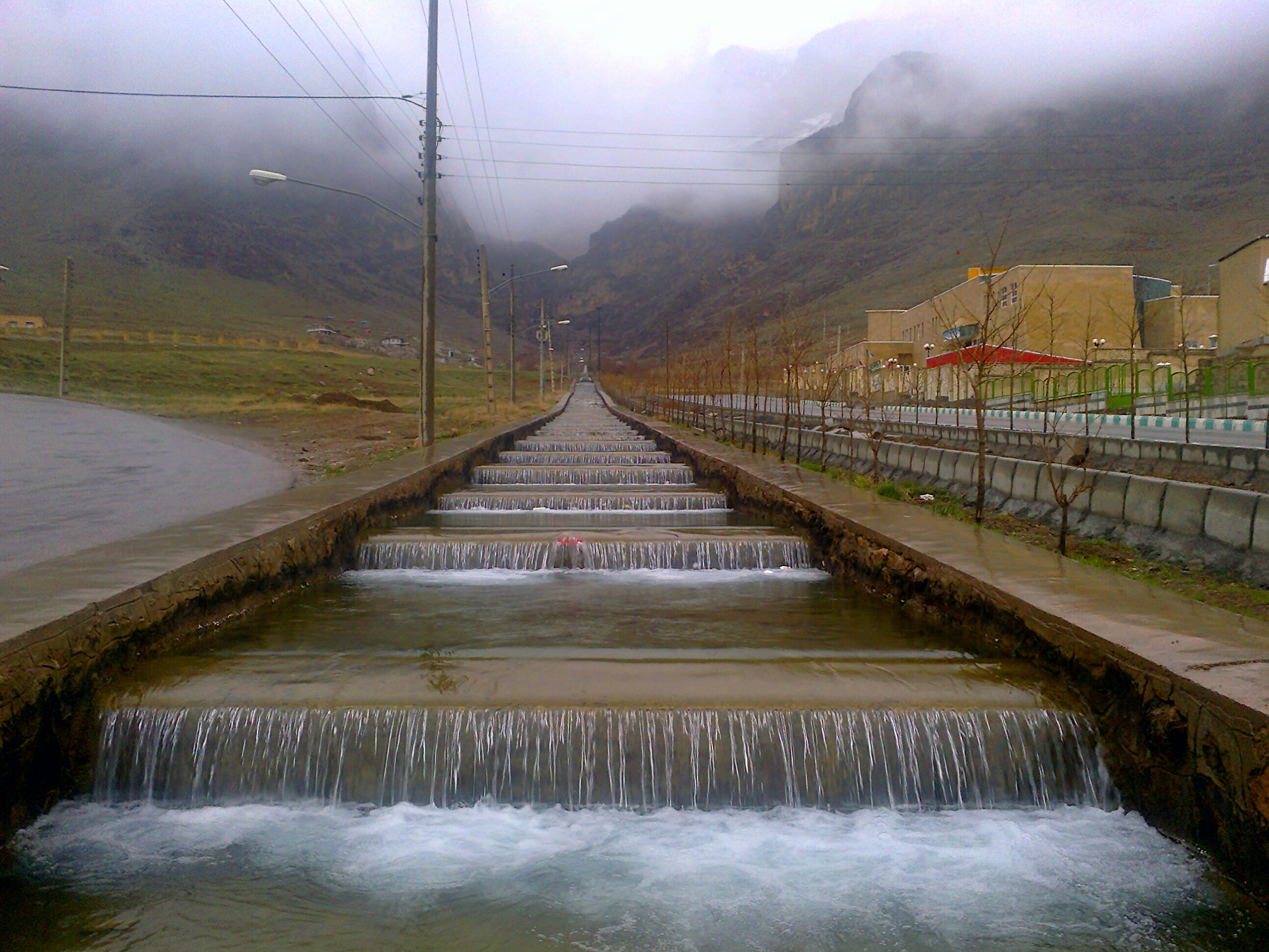
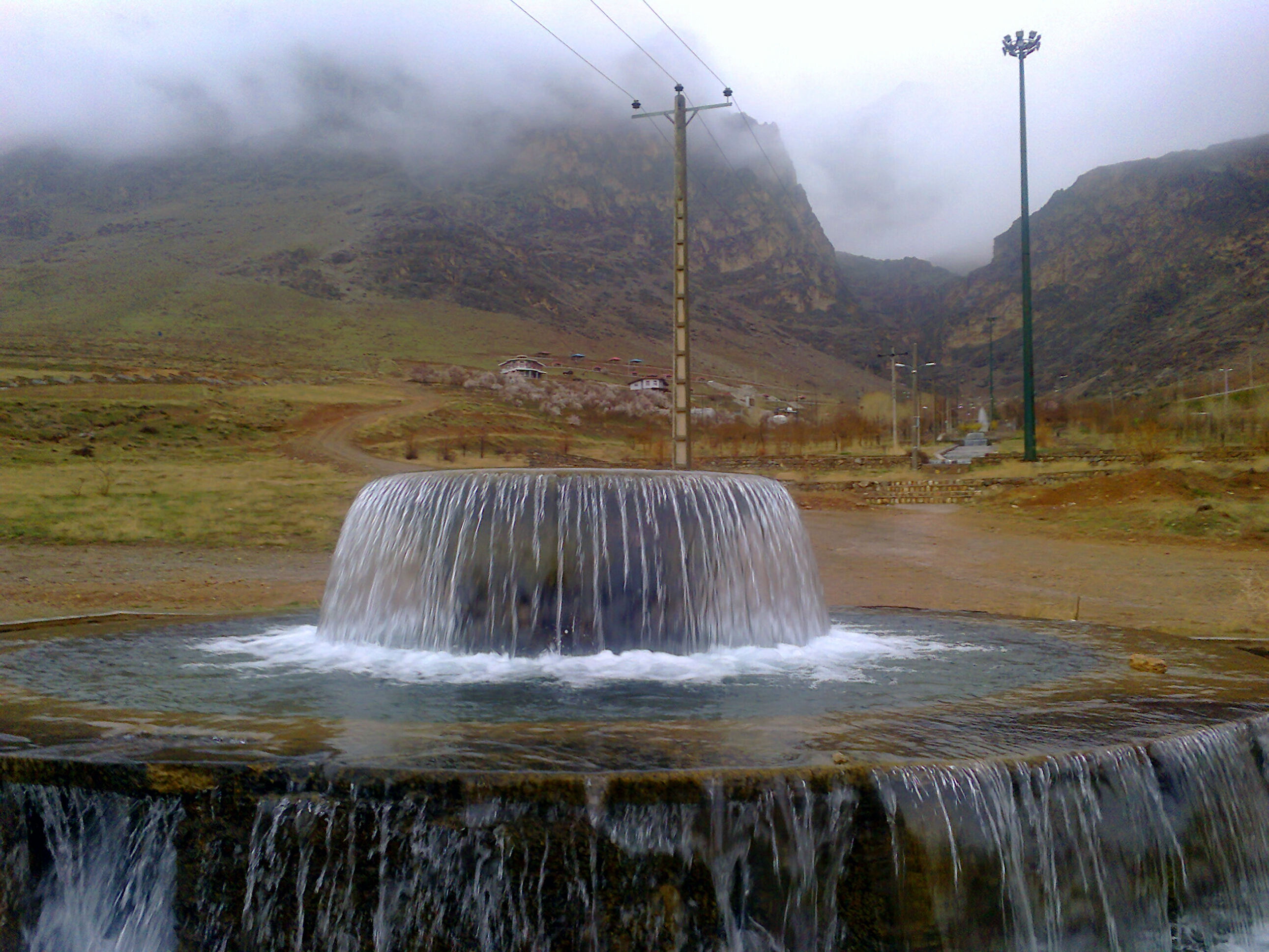
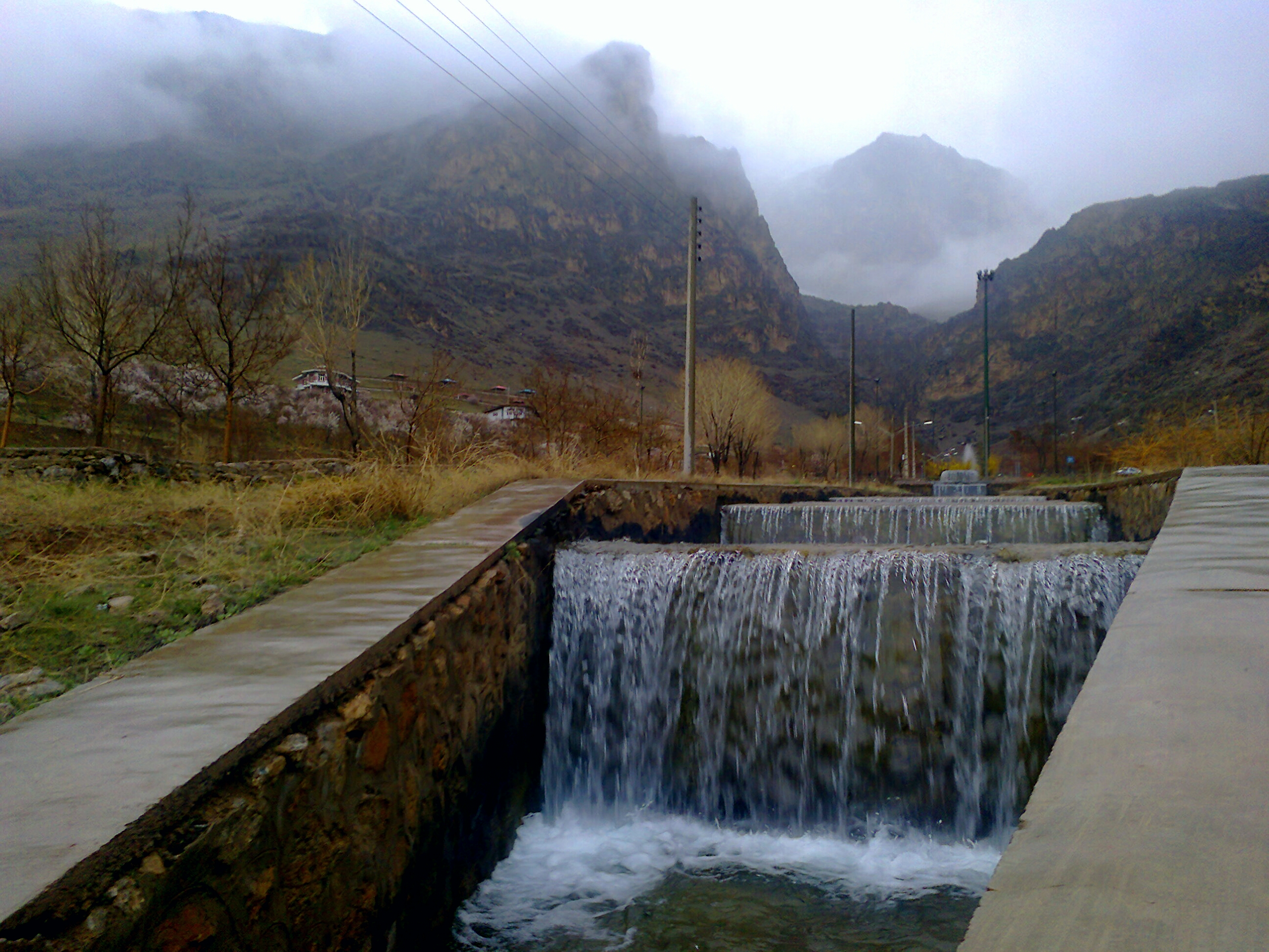
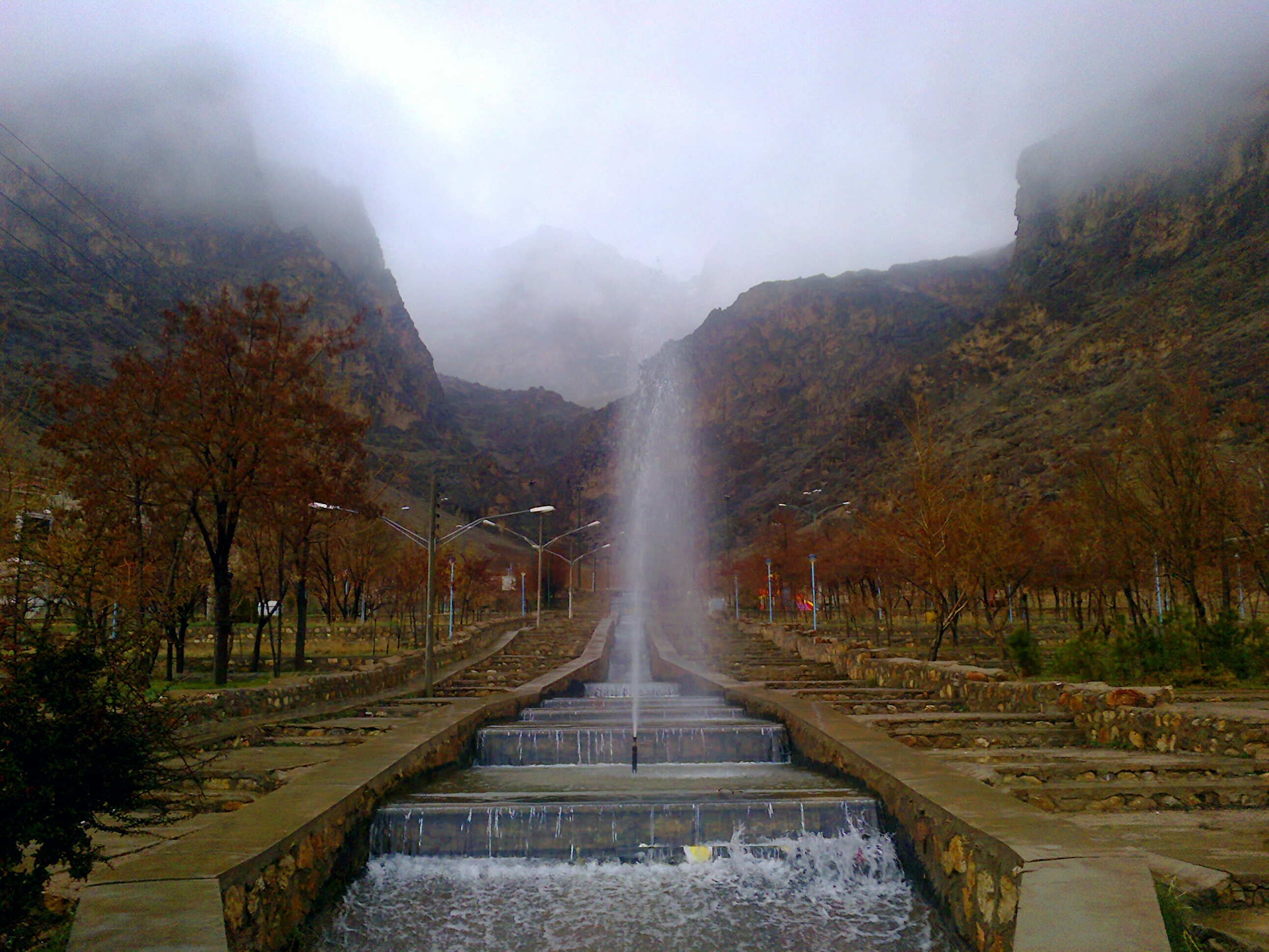
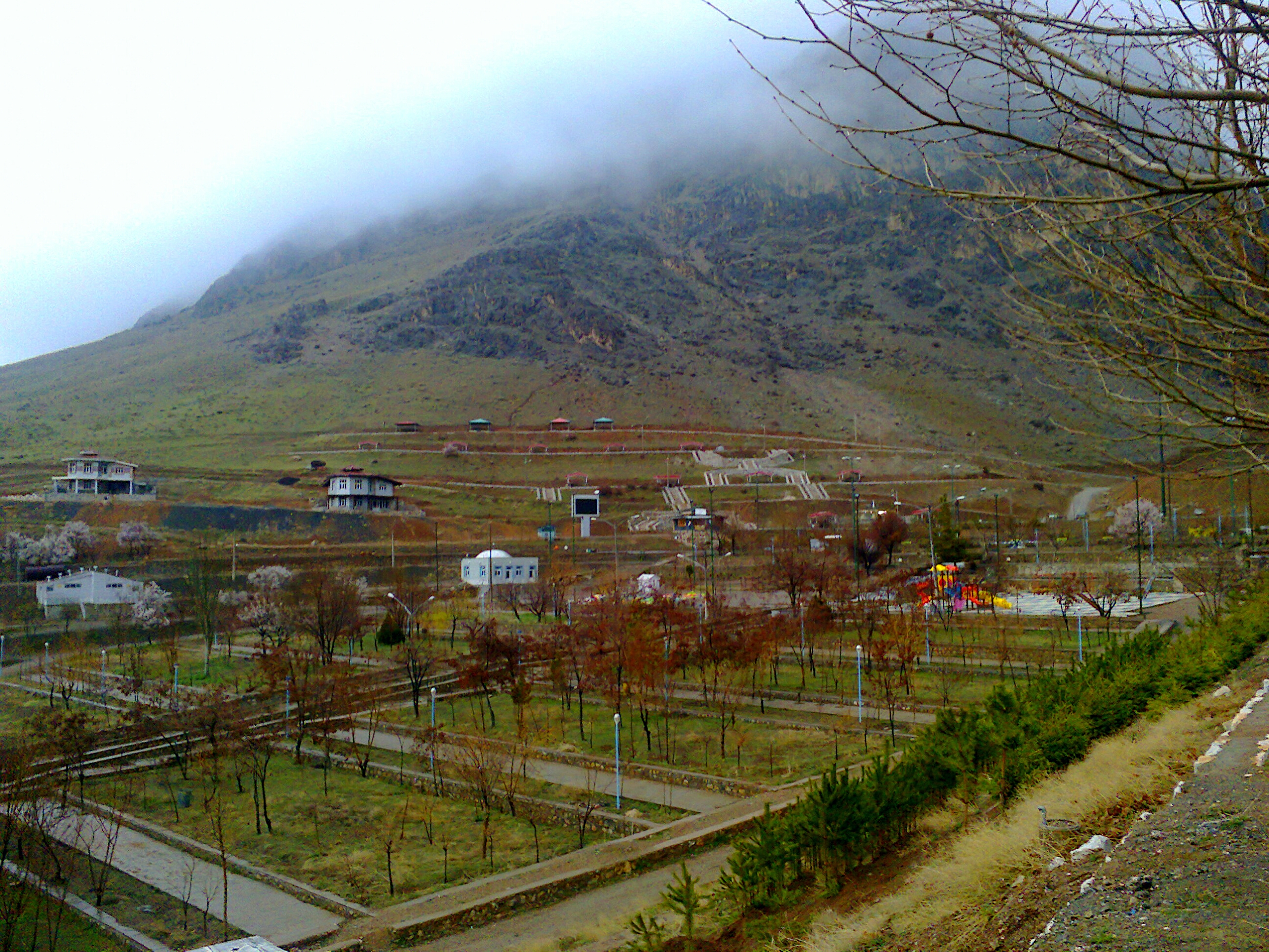
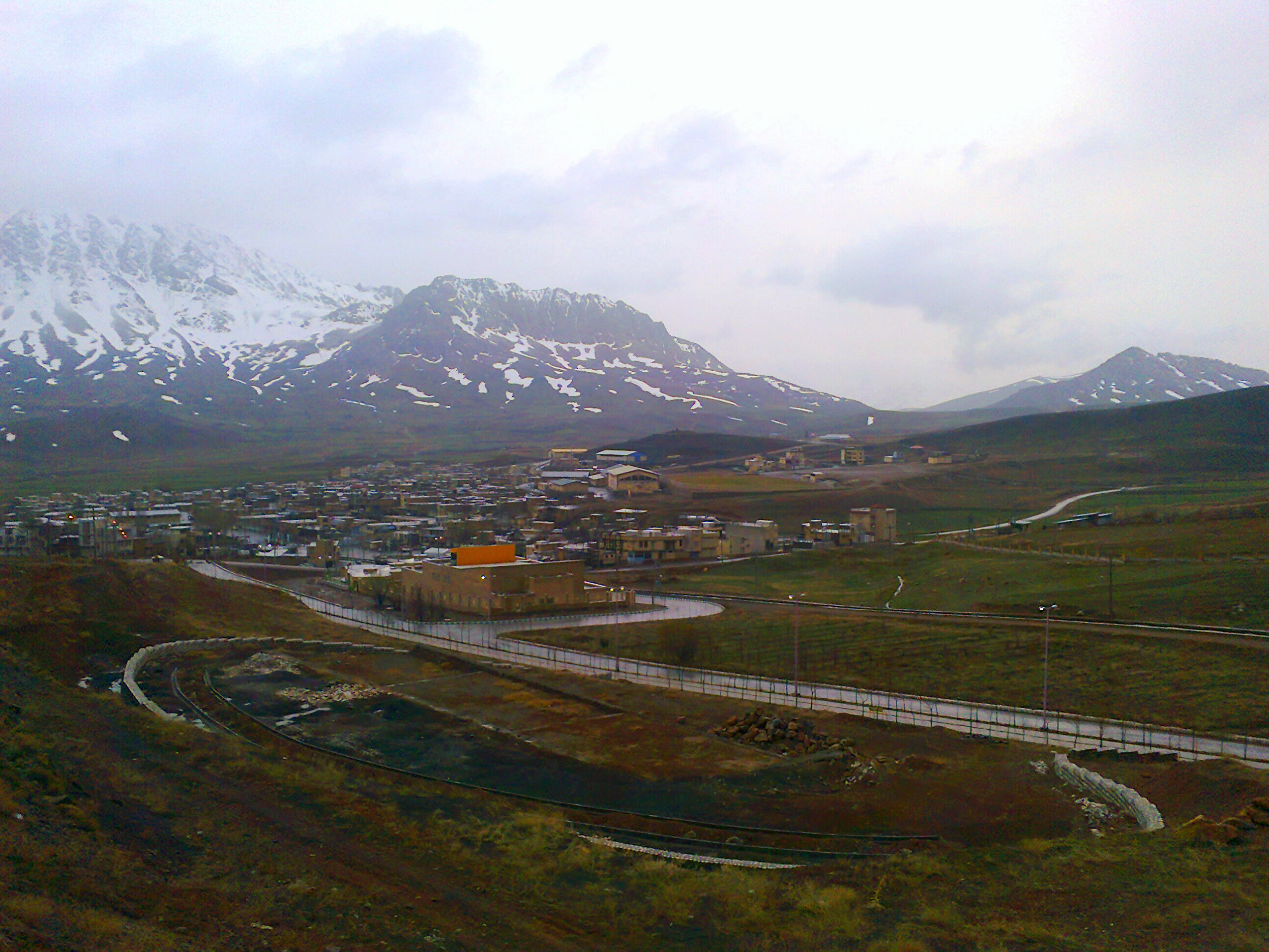
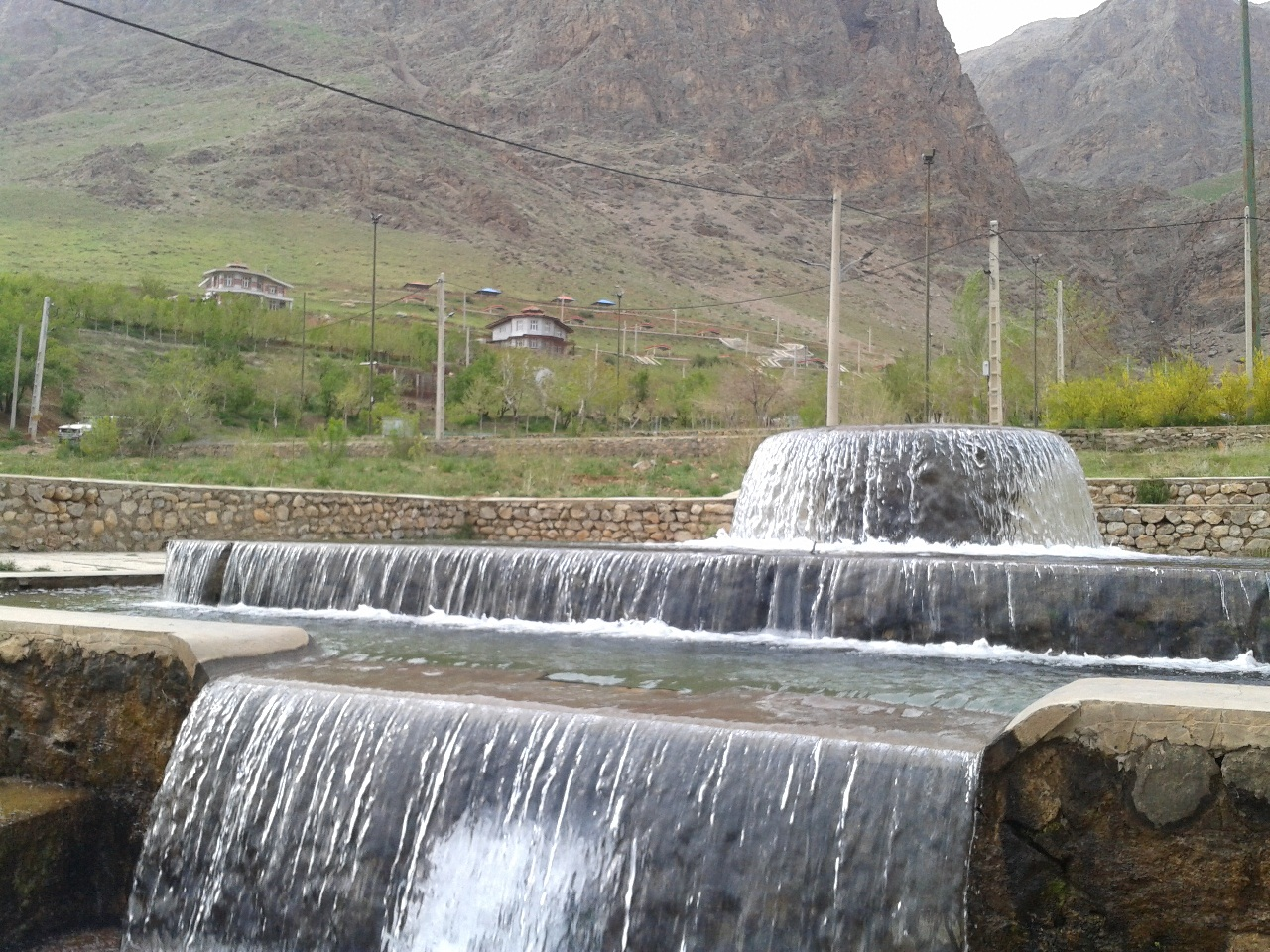
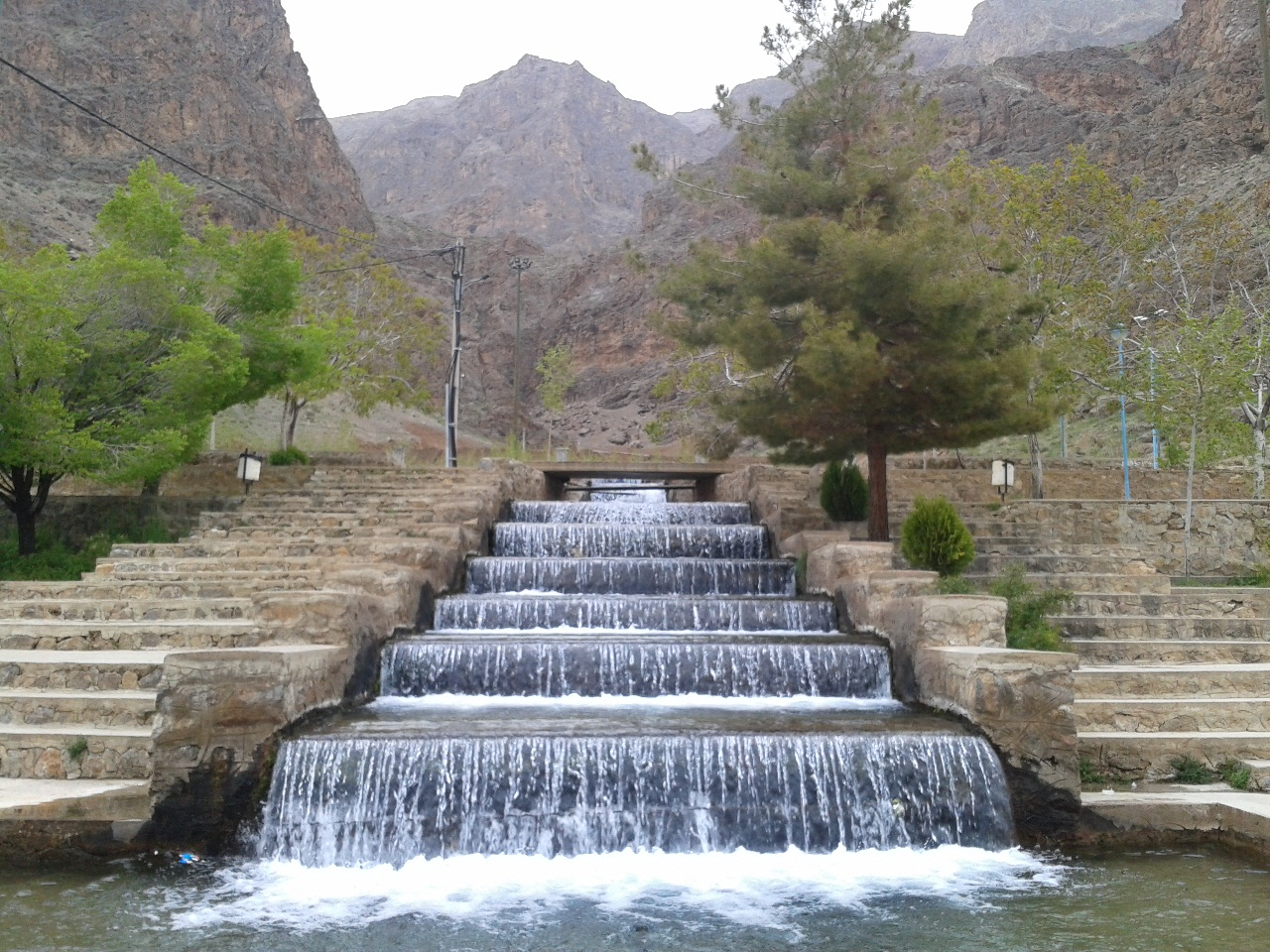